# Stemodia ericifolia
Stemodia ericifolia är en grobladsväxtart som först beskrevs av Carl Ernst Otto Kuntze och som fick sitt nu gällande namn av Karl Moritz Schumann.
Stemodia ericifolia ingår i släktet Stemodia och familjen grobladsväxter. Inga underarter finns listade i Catalogue of Life.